# Dendrobatoidea
Dendrobatoidea es una superfamilia del orden de los anuros.

## Familias
- Aromobatidae (Grant et al., 2006)
- Dendrobatidae (Cope, 1865)